# Claudia Poll
Claudia María Poll Ahrens (Managua, Nicaragua, 21 de diciembre de 1972, naturalizada costarricense el 23 de septiembre de 1993) es una nadadora costarricense. Es la primera deportista en la historia de Costa Rica en ganar la primera y única medalla de oro de su país en unos Juegos Olímpicos (Atlanta 1996), en la disciplina de 200 m estilo libre de natación. Además, ganó dos medallas de bronce en las Olimpiadas de Sídney 2000 en la misma disciplina. Su hermana mayor Sylvia Poll ganó para Costa Rica la primera medalla olímpica de su historia (plata) en Seúl 1988. Por sus logros, a Claudia Poll se le considera la deportista más exitosa e importante de la historia de Costa Rica y una de las nadadoras latinoamericanas más exitosas de todos los tiempos.

## Biografía
Claudia Poll nació en la ciudad de Managua, Nicaragua, el 21 de diciembre de 1972. Sus padres fueron Bernard Heinrich Poll y Thekla Katharina Ahrens, de nacionalidad alemana, quienes, debido al estallido de la guerra civil de Nicaragua, debieron trasladarse junto Claudia y su hermana mayor Sylvia a Costa Rica en 1979. Claudia abandonó la nacionalidad alemana y se naturalizó costarricense el 23 de septiembre de 1993.
Junto a su hermana mayor Sylvia, en 1979, su madre decidió inscribirlas en clases de natación en el club Cariari, en la ciudad de Heredia, con Francisco Rivas como entrenador de ambas ondinas.
Claudia se graduó como administradora de negocios en la Universidad Internacional de las Américas, San José, Costa Rica, en 1998. Tuvo su primer hijo el 8 de agosto de 2007, una niña a la que llamó Cecilia.

## Carrera
Se puede considerar el año de 1989 el inicio de su carrera como atleta de alto rendimiento, cuando obtiene para Costa Rica siete medallas de oro en el Campeonato Centroamericano y del Caribe de Natación (CCCAN), logra 7 récords del torneo y entra por primera vez en el ranking mundial, en la prueba de 200 metros libre.
En 1991, participa en el Campeonato Pan Pacífico de Natación, en Edmonton, Canadá.  Algunas semanas antes del evento, sufrió una fractura en mano izquierda que hizo que se pensara que desistiría de nadar. Sin embargo, decidió competir con su mano vendada y clasificó en el sexto lugar de los 400 metros libre y en el octavo lugar en los 800 metros libre.
En 1992 ganó 7 medallas de oro en el CAMEX celebrado en Panamá y los tiempos que hizo la ubicaron en siete clasificaciones del ranking mundial.
Un año después, en 1993, vuelve a participar en el Pan Pacífico de Natación en Kobe, Japón, donde ganó medalla de oro en los 200 metros libre, medalla de plata en los 400 metros libre y medalla de bronce en los 800 metros libre, con lo que se convirtió en la primera latinoamericana en ganar una medalla de oro en los Pan Pacíficos.
Al año siguiente, asistió al VII Campeonato Mundial de Natación en Roma, Italia, donde ganó, por primera vez para Costa Rica un Campeonato Mundial, además de obtener medalla de bronce en los 200 y 400 metros libre y el séptimo lugar de los 800 metros libre. Además, asistió a los Juegos de la Buena Voluntad en San Petersburgo, Rusia, para llevarse una medalla de oro y un nuevo récord en los 200 metros libre, así como una medalla de plata en los 100 metros libre.
En 1995 durante el II Festival Olímpico de Verano, en Brasil, ganó cuatro medallas de oro y fue declarada la mejor nadadora del torneo, mejor extranjera y mejor marca técnica.
Luego participó en el «Maré Nostrum Tour», donde ganó las ocho finales, impuso seis récords y mejoró todas sus marcas. Además, se ubicó entre los primeros puestos en cuatro eventos del ranking mundial. Ese mismo año, en el Campeonato Mundial de Piscina Corta, que se realizó en Río de Janeiro, Brasil, logró también por primera vez para un costarricense, un récord mundial: 1:55"42 en 200 metros libre. Además, consiguió otra medalla de oro en la prueba de los 400 metros libre, imponiendo récord del torneo.
La culminación de su carrera la logró en los Juegos Olímpicos de Atlanta 1996, donde por primera vez en la historia un costarricense se colgaba al pecho una medalla de oro en unas Olimpiadas, al ganar la prueba de 200 m libre, derrotando a la campeona mundial vigente, la alemana Franziska van Almsick, y a la también germana Dagmar Hase, defensora del título olímpico. La imagen de la ondina victoriosa tras la prueba, llorando en la piscina mientras agita una pequeña bandera de Costa Rica, calaron en lo más profundo del corazón de los costarricenses.
Al año siguiente, hizo los mejores tiempos de su vida en los Pan Pacíficos, cronometrando 1:57"48 en los 200 metros libre, con medalla de oro, 4:06"56 en los 400 metros libre, con medalla de oro y 8:29"05 en los 800 metros libre, con medalla de plata. También se coronó Campeona en la categoría de largas distancias y segundo lugar en cortas distancias, en la Copa Mundial de Natación, organizada por la FINA y celebrada en Hong Kong, Pekín, Imperia y París. Durante el Campeonato Mundial de Natación en piscina corta, llevado a cabo en Gotemburgo, Suecia, rompió su propio récord mundial de los 200 metros libre pasando de 1:55"42 a 1:54"17. Además, en los 400 metros libre, bajó el récord que durante 10 años estuvo en 4:02"05 a 4:00"03. La revista «Swimming World» la declaró entonces la mejor nadadora de 1997.
A inicios de 1998 ganó medalla de oro en el Campeonato Mundial en Perth, Australia, el segundo lugar en la categoría de largas distancias y el tercer lugar en las cortas distancias de la Copa Mundial de Natación FINA, celebrada en Brasil, Suiza, Italia y Francia.
Durante 1999 sufrió una lesión en su espalda, por lo que dedica la mayor parte de sus esfuerzos a su recuperación.
En el año 2000, participó en los Juegos Olímpicos de Sídney, Australia, donde logró medalla de bronce en los 200 y 400 metros libres.
En el 2002 fue suspendida por dar positiva con nandrolona en una prueba fuera de competencia, aunque siempre manifestó su inocencia. La FINA la suspendió por cuatro años que luego se redujeron a dos, levantándose finalmente la sanción en 2003, lo que le permitió participar en los Juegos Olímpicos de Atenas 2004, pero el poco tiempo de preparación y la falta de competencia hizo que no pasara de la primera ronda, en las pruebas de los 200 y 400 metros libre.
Su última actuación internacional fue en los Juegos Centroamericanos y del Caribe Maracaibo 2006, donde ganó dos medallas de oro en 200 y 400 metros libre, y una medalla de plata en 100 libre.
Después de su retiro oficial (2006), ha participado en dos Mundiales Masters de Natación: Gotemburgo (2010), donde ganó las medallas de oro en la prueba de 200 m combinado y plata en los 200 metros libre; y Riccione, Italia (2012), donde ganó plata en 200 m combinado.

## Logros
Durante sus 20 años de carrera, Claudia Poll fue:
- Seleccionada nacional de Costa Rica en 20 ocasiones.
- Campeona mundial en piscina corta (200 m y 400 m libre) en Río de Janeiro (1995), y Gotemburgo (1997).
- Ganadora de 5 medallas de oro, 1 de plata y 2 de bronce en mundiales de natación.
- Estableció 144 récords: 52 de Costa Rica, 5 de CCCAN, 14 en América Central, 66 internacionales, 3 récords mundiales y 4 en campeonatos mundiales.
- Ganadora de 699 medallas y 50 trofeos.
- Ganadora en Juegos Olímpicos de 1 medalla de oro (primera para Costa Rica en Atlanta 1996) y 2 medallas de bronce (Sídney 2000).

## Honores recibidos
Entre los méritos recibidos, destaca ser «Ciudadana de Honor» de Costa Rica, otorgado por Asamblea Legislativa en 1996; ser la primera mujer latinoamericana en ganar medalla de oro en natación olímpica; ser deportista del año en Costa Rica 1993, 1994, 1995, 1996, 1997, 1998, 1999, 2000; ser declarada la mejor atleta latinoamericana de 1995, 1996, 1997 por la Agencia Prensa Latina; nombrada como la mejor nadadora del mundo por la revista «Swimming World» en 1997; y ser declarada la mejor atleta del siglo en Costa Rica, en 1999.